# Cull Island, Newfoundland
Cull Island är en ö i Kanada.   Den ligger i provinsen Newfoundland och Labrador, i den östra delen av landet, 1 600 km öster om huvudstaden Ottawa.
Trakten runt Cull Island är nära nog obefolkad, med mindre än två invånare per kvadratkilometer.